# 성도현 (아이스하키 선수)
성도현(2003년 3월 12일~)은 대한민국의 아이스하키 선수이다.

## 선수 경력
2023년 8월, 아시아리그 아이스하키의 HC 도치기 닛코 아이스벅스에 입단했다.